# Otostigmus mians
Otostigmus mians är en mångfotingart som beskrevs av Chamberlin 1930. Otostigmus mians ingår i släktet Otostigmus och familjen Scolopendridae. Inga underarter finns listade i Catalogue of Life.